# Colobothea bitincta
Colobothea bitincta là một loài bọ cánh cứng trong họ Cerambycidae.